# Castello di Cacchiano

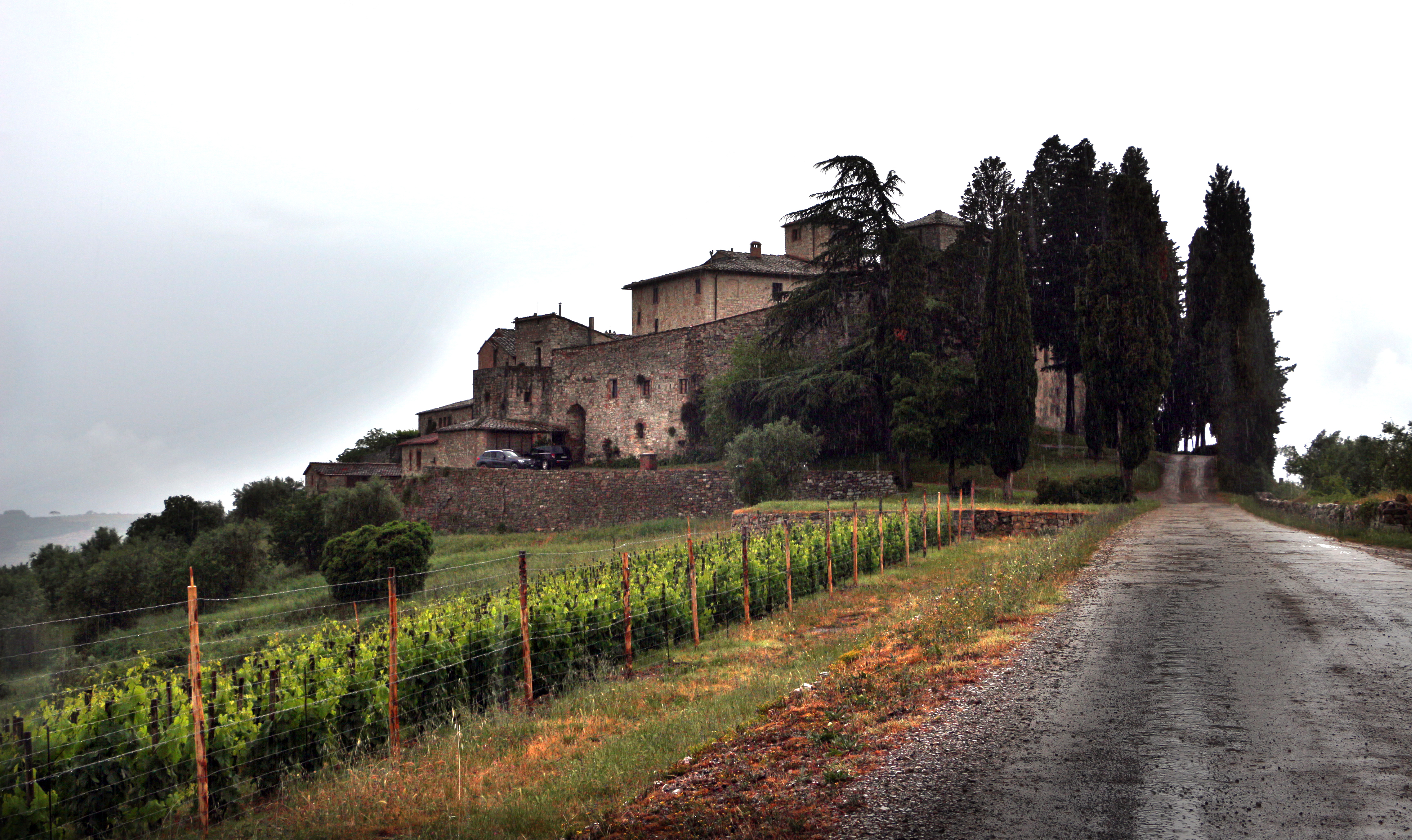
Castello di Cacchiano

Il castello di Cacchiano si trova nell'omonima località tra i centri di San Regolo e Monti, nel territorio comunale di Gaiole in Chianti, in provincia di Siena.

## Storia
Il castello venne edificato nel corso del X secolo dalla famiglia fiorentina dei Ricasoli su un'area collinare dove furono rinvenuti vari reperti archeologici di epoca romana.
Il complesso architettonico divenne una struttura militare strategica con funzioni difensive nell'area di confine tra il territorio fiorentino in cui rientrava e quello senese, per poi essere trasformato in fattoria fortificata nel corso della seconda metà del Cinquecento a seguito della definitiva caduta della Repubblica di Siena e la sua definitiva annessione al Granducato di Toscana; il castello nel 1452 subì un assedio e nel 1478 venne gravemente danneggiato dagli Aragonesi.
A seguito della dismissione della struttura militare, il complesso subì modifiche architettoniche che ne hanno trasformato definitivamente l'aspetto, mentre a fianco del palazzo padronale venne edificata una cappella gentilizia.

## Descrizione
Dell'originaria struttura medievale resta il fronte sud-orientale e la parte nord-orientale del complesso architettonico attuale, che si articola a forma triangolare con torri angolari e strutture murarie in pietra che rivestono esternamente i corpi di fabbrica laterali che a loro volta racchiudono il cortile interno.
Sul corpo di fabbrica sud-occidentale dell'originaria struttura medievale è stato in seguito realizzato il palazzo padronale a pianta rettangolare, al centro del quale si eleva una torretta di avvistamento a sezione quadrata; all'angolo sud-orientale del palazzo è parzialmente addossato l'angolo della cappella gentilizia.
Davanti alla facciata principale del palazzo padronale si apre un ampio cortile rettangolare dove si trova un pozzo-cisterna che originariamente raccoglieva l'acqua piovana per l'approvvigionamento idrico del complesso architettonico; il lato nord-occidentale e quello sud-orientale del cortile sono delimitati da altri edifici con strutture murarie in pietra.